# Tamm (cráter)

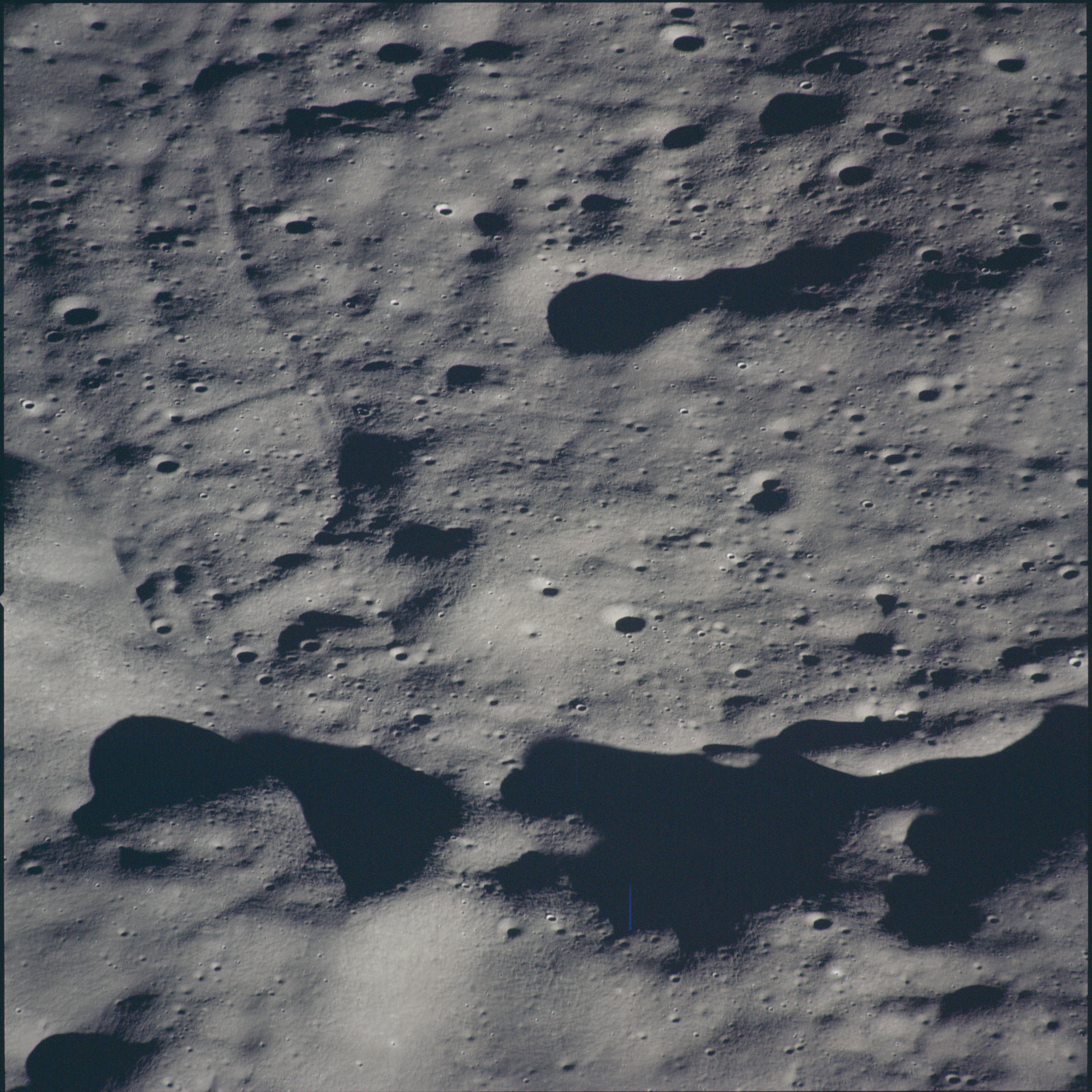
Fotografía de la misión Apolo 14

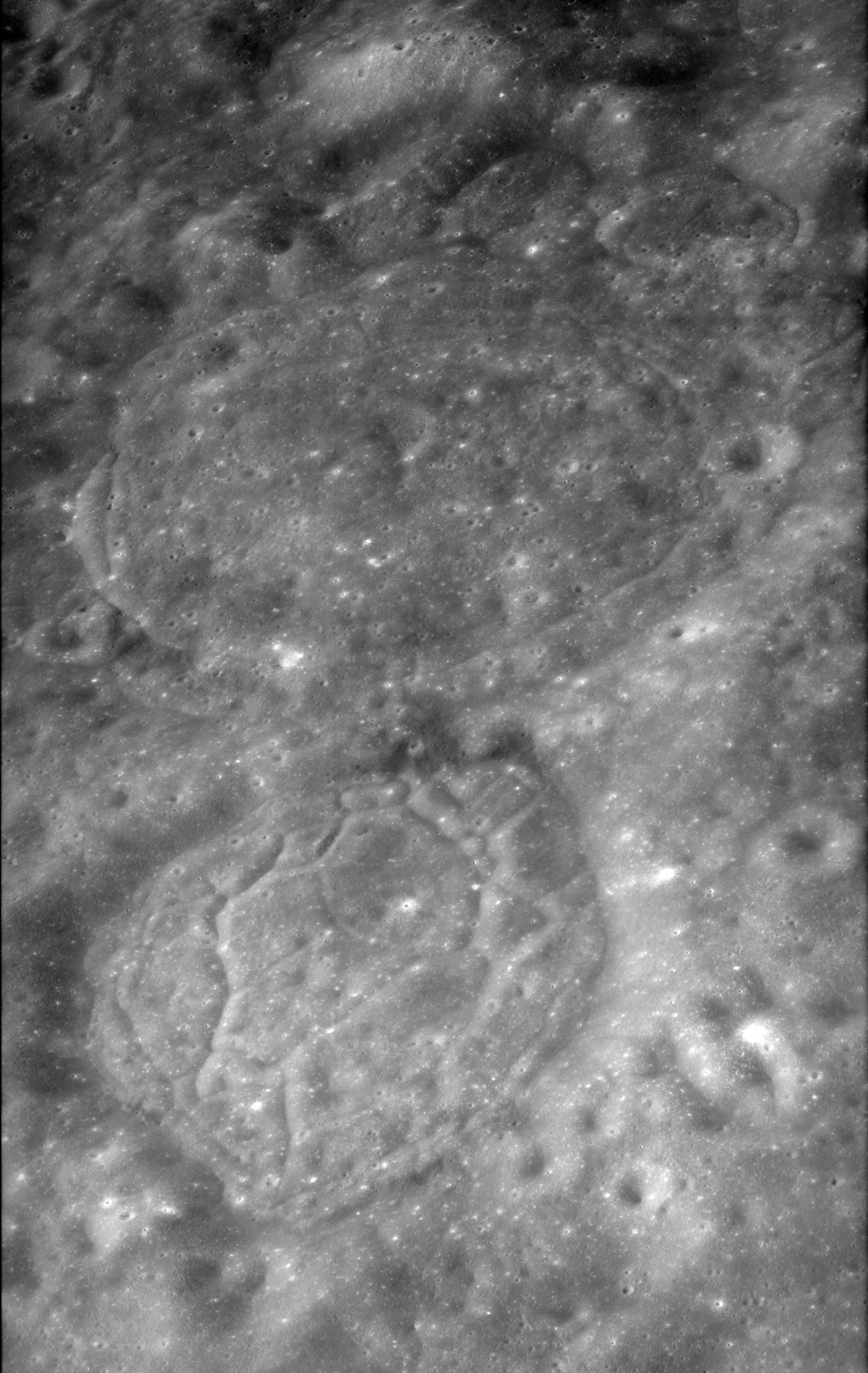
Panorámica oblicua desde el Apolo 17, con Tamm por encima del centro y van den Bos por debajo

Tamm es un cráter de impacto lunar poco profundo. Se encuentra al oeste-noroeste del cráter mucho más grande y más prominente Chaplygin. Unido al borde exterior sur-suroeste de Tamm se halla el cráter van den Bos, más pequeño. Tamm presenta un hueco en el borde sur, donde se unen estos dos cráteres.
|  |

El borde de Tamm está desgastado y erosionado, con los especialmente en su lado norte. El brocal ha quedado reducido a un anillo circular y desigual de crestas. El suelo interior es nivelado y está marcado tan solo por pequeños cráteres y algunas hendiduras en los bordes. El suelo se ha fusionado con el interior de van den Bos al sur.
Se ha planteado la hipótesis de que el material fisurado y de aspecto viscoso dentro de Tamm y de van den Bos es parte de la masa fundida de impacto procedente de la formación del cráter Mendeleev, 225 km al noroeste.

## Cráteres satélite
Por convención estos elementos son identificados en los mapas lunares poniendo la letra en el lado del punto medio del cráter que está más cercano a Tamm.
|      | \| Tamm \| Coordenadas \| Diámetro \| \| ---- \| ----------------------------- \| -------- \| \| X \| 2°42′S 145°30′E / -2.7, 145.5 \| 13 km \| |          |
| Tamm | Coordenadas | Diámetro |
| X    | 2°42′S 145°30′E / -2.7, 145.5 | 13 km    |

## Referencias

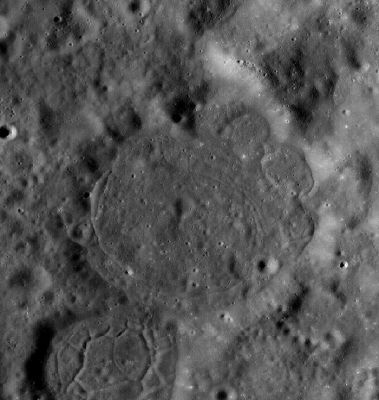
Fotografía de la misión Lunar Reconnaissance Orbiter